# Сульфат алюминия
Сульфа́т алюми́ния — сложное неорганическое соединение, соль алюминия и серной кислоты с химической формулой Al2(SO4)3. Выглядит как бесцветные кристаллы, может образовывать кристаллогидраты с различным содержанием воды. Применяется при очистке воды, крашении тканей, дублении кож, как реактив в фотографии, для получения квасцов.

## Физические свойства
Бесцветные кристаллы, пластинки или порошок. Имеет орторомбическую решетку. Плотность — 2,710 г/см³, удельная теплоёмкость при постоянном давлении — 259,6 Дж/(моль К). Плохо растворим в спиртах, хорошо растворим в воде, гигроскопичен. Устойчив при обычной температуре.
Образует кристаллогидрат с формулой Al2(SO4)3 · 18H2O, выглядящий как бесцветные кристаллы, плавящиеся при 86,5 °C (с разложением) и с плотностью 1,690 г/см³. При длительном хранении 18-водный кристаллогидрат может частично выветриваться до содержания 14—14,5 молекул воды. 18-водный кристаллогидрат теряет воду при нагревании, образуя формы:
- 150 °C — Al2(SO4)3 · 14 H2O,
- 160 °C — Al2(SO4)3 · 10 H2O,
- 250 °C — Al2(SO4)3 · 3 H2O,
- 420 °C — полностью безводную.

## Химические свойства
- Сульфат алюминия разлагается при температуре выше 580 °C на γ-модификацию окиси алюминия и серный ангидрид[3]:

{\displaystyle {\mathsf {Al_{2}(SO_{4})_{3}\ {\xrightarrow {580\ ^{\circ }C}}\ Al_{2}O_{3}+3SO_{3}}}}
- Задубливает желатиновые фотослои, что используется в производстве фотографических материалов для повышения механической прочности слоев фотоэмульсии, а в цветной фотографии также для предохранения красителей от гидролитического распада. Механизм дубления обусловлен связыванием ионами алюминия ионизированных  карбоксильных групп желатины[4][5].

- Гидролизуется горячей водой:

{\displaystyle {\mathsf {Al_{2}(SO_{4})_{3}+6H_{2}O\ \xrightarrow {100^{o}C} \ 2Al(OH)_{3}\downarrow +3H_{2}SO_{4}}}}
- При сплавлении со щелочами образует алюминаты:

{\displaystyle {\mathsf {Al_{2}(SO_{4})_{3}+8NaOH\ \xrightarrow {900-1000^{o}C} \ 2NaAlO_{2}+3Na_{2}SO_{4}+4H_{2}O}}}
- В холодном концентрированном растворе аммиака образует осадок гидроксида, а в горячем – метагидроксида алюминия[6]:

{\displaystyle {\mathsf {Al_{2}(SO_{4})_{3}+6NH_{3}*H_{2}O\ \xrightarrow {} \ 2Al(OH)_{3}\downarrow +3(NH_{4})_{2}SO_{4}}}}
{\displaystyle {\mathsf {Al_{2}(SO_{4})_{3}+6NH_{3}*H_{2}O\ \xrightarrow {t} \ 2AlO(OH)\downarrow +3(NH_{4})_{2}SO_{4}+2H_{2}O}}}

## Получение
Сульфат алюминия получают взаимодействием гидроксида алюминия с серной кислотой:
{\displaystyle {\mathsf {2Al(OH)_{3}+3H_{2}SO_{4}\longrightarrow \ Al_{2}(SO_{4})_{3}+6H_{2}O}}}
Также сульфат алюминия получают взаимодействием алюминия с серной кислотой:
{\displaystyle {\mathsf {2Al+3H_{2}SO_{4}\longrightarrow \ Al_{2}(SO_{4})_{3}+3H_{2}\uparrow }}}

## Применение
Сульфат алюминия применяется как коагулянт для очистки воды хозяйственно-питьевого и промышленного назначения и используется в бумажной, текстильной, кожевенной и других отраслях промышленности.
Используется в качестве пищевой добавки E520.
В фотографии входит в составы стабилизирующих растворов и дубящих фиксажей.